# 帕维尔·库塔霍夫
帕維爾·斯捷潘諾維奇·库塔霍夫（俄语：Павел Степанович Кутахов，羅馬化：Pavel Stepanovich Kutakhov，1914年8月3日—1984年12月3日），苏联空军主帅，二战时期三料王牌战斗机飞行员，1969年至1984年国防部副部长兼苏联空军总司令。1943年3月1日与1984年4月12日两次获得苏联英雄，1966年获得苏联功勋军事飞行员称号。

## 生平
出生于顿河一个贫农家庭。1919年父亲死于斑疹伤寒。1934年中学毕业后，进入以季米特洛夫命名的塔甘罗格第31飞机制造厂工作。1935年响应共青团号召参军，进入斯大林格勒军事飞行员学校学飞波-2飞机。1938年毕业，出任驻列宁格勒的歼击航空兵飞行员、飞行中队长。参与1939年苏军解放西乌克兰和西白俄罗斯的进军。苏芬战争中，战斗出动131次，被击落一次，在敌后跳伞步行潜越战线回到苏方。
苏德战争爆发后，任职的飞行中队驻维堡，空战击落一架德国飞机，取得了首个战绩，在列宁格勒方面军和卡累利阿方面军作战，参与了保卫摩尔曼斯克、坎达拉克沙、基洛夫铁路、护送租借物资运输船队等战斗。后任航空兵飞行大队副大队长和大队长，装备美国贝尔P-39空中眼镜蛇战斗机。1942年加入联共（布尔什维克）。指挥飞行大队完成战斗出动1118次，空战74次，击落敌机59架。为表彰他对大队的出色指挥、高超的个人飞行技能和勇敢无畏精神，1943年被授予苏联英雄称号，成为方面军的明星飞行员，以培养出一大批王牌战斗机飞行员以及培养新飞行员著称。1944年5月任近卫歼击航空兵团长。指挥飞行团战斗出动1，998次，该团培养出10名苏联英雄。战争时期，库塔霍夫个人战斗出动497次，参加空战79次，个人击落敌机14架，集体击落敌机28架。1944年因护航租借物资船队有功获得乔治六世颁发的大英帝国官佐勋章。 
战后在北极地区担任航空兵团长，空军中校军衔。1949年荣誉毕业于红旗空军学院利佩茨克高级战术飞行军官训练班。在苏军驻德集群任航空兵师长。1957年毕业于总参军事学院。1961年在阿塞拜疆选为苏共二十二大代表。1961年8月至1967年7月，任敖德萨军区空军第48集团军司令员，空军中将军衔。
1967年7月起任苏联空军第一副总司令，空军上将军衔。1969年任国防部副部长兼空军总司令，空军元帅军衔。1971年起为苏共中央委员。1972年晋升空军主帅军衔。第八、九、十、十一届苏联最高苏维埃代表(1970 - 1989)。1974年停飞。